# Platybrachys insignis
Platybrachys insignis är en insektsart som beskrevs av William Lucas Distant 1892. Platybrachys insignis ingår i släktet Platybrachys och familjen Eurybrachidae. Inga underarter finns listade i Catalogue of Life.